# 乌兰·嘎拉桑凯日布丹毕尼玛
乌兰·嘎拉桑凯日布丹毕尼玛（1920年—2004年3月30日）又名嘎拉桑图布丹普仁来尼玛，男，蒙古族，内蒙古伊金霍洛旗人，第十一世乌兰活佛。

## 生平
1920年农历正月十七日，出生于内蒙古伊金霍洛旗鄂尔多斯郡王府内。2岁时，被十三世达赖认定为十世乌兰葛根的转世灵童。1925年农历七月初一，乌兰活佛随甘珠尔瓦·嘎拉桑丹曾普仁到嘉木苏剃度出家并受沙弥戒。7岁起，在塔尔寺学经，在大金刚上师米纳活佛等的指导下，先后学习了《菩提道次第广论》、《密宗道次第广论》及其他显宗及密宗经典。青年时代起，他师从九世班禅额尔德尼等诸位高僧受密宗四续部众多本尊的灌顶、随许，后经修行，获得了主持密宗法事及灌顶的资格。
1946年农历四月十五日，他在塔尔寺的拉科·晋美赤列嘉措座前受比丘戒。后来在塔尔寺获得“林色嘎布居”格西学位。他在塔尔寺、鄂尔多斯、阿拉善等地曾为上万信众传授《菩提道次》、《密集本续》以及时轮金刚大灌顶。1942年，在鄂尔多斯札萨克召、1954年在阿拉善，他分别传授过时轮金刚大灌顶，参加的弟子均成千上万。
1951年，十世班禅额尔德尼任命其为塔尔寺密宗僧院的堪布。1952年2月，出任塔尔寺第八十四任堪布（总法台），成为塔尔寺首位内蒙古籍的堪布。在任期间，他主持塔尔寺所有教务，且对塔尔寺僧众理解中国共产党的宗教政策发挥了正面作用。1954年，十四世达赖和十世班禅应邀赴北京等地参观。乌兰活佛作为塔尔寺的代表随行，受到毛泽东、刘少奇、朱德、周恩来等中央领导接见。
班禅和达赖曾经分别册封其为“额尔德尼莫日根班弟达堪布”、“显法乌兰呼图克图”。
文化大革命期间，乌兰活佛遭到迫害。恢复自由后，他积极复兴内蒙古佛教，领导内蒙古佛教协会。经其努力，内蒙古自治区修复开放了116座藏传佛教寺庙，解决了老喇嘛们的生活问题，发展了寺庙自养事业。他还创建了内蒙古佛教学校并兼任校长。他还领导重建了吉祥福慧寺。
1993年9月，乌兰活佛参加中央代表团（团长羅幹），赴西藏参加十世班禅额尔德尼灵塔祭奠释松南捷落成典礼。他受中国佛教协会会长赵朴初的委托，带去了中国佛教协会的贺函及礼金。但由于高原反应，他生病住进医院。团长羅幹劝他在拉萨的医院休息，不用随团赴日喀则扎什伦布寺，但乌兰活佛坚持要去。最后赵朴初从北京给他打电话，劝他不用去，他才未去。1995年，乌兰活佛再次赴西藏，作为十世班禅额尔德尼转世灵童寻访领导小组顾问，参加了在大昭寺举行的金瓶掣签。
他历任中国佛教协会副会长，中国佛教协会咨议委员会副主席，内蒙古佛教协会会长，全国政协委员。
2004年3月30日，乌兰·嘎拉桑凯日布丹毕尼玛在呼和浩特圆寂，享年85岁。